# Pseudozythia pusilla
Pseudozythia pusilla är en svampart som beskrevs av Höhn. 1902. Pseudozythia pusilla ingår i släktet Pseudozythia, divisionen sporsäcksvampar och riket svampar.   Inga underarter finns listade i Catalogue of Life.